# LÖWE (Waldentwicklungsprogramm)

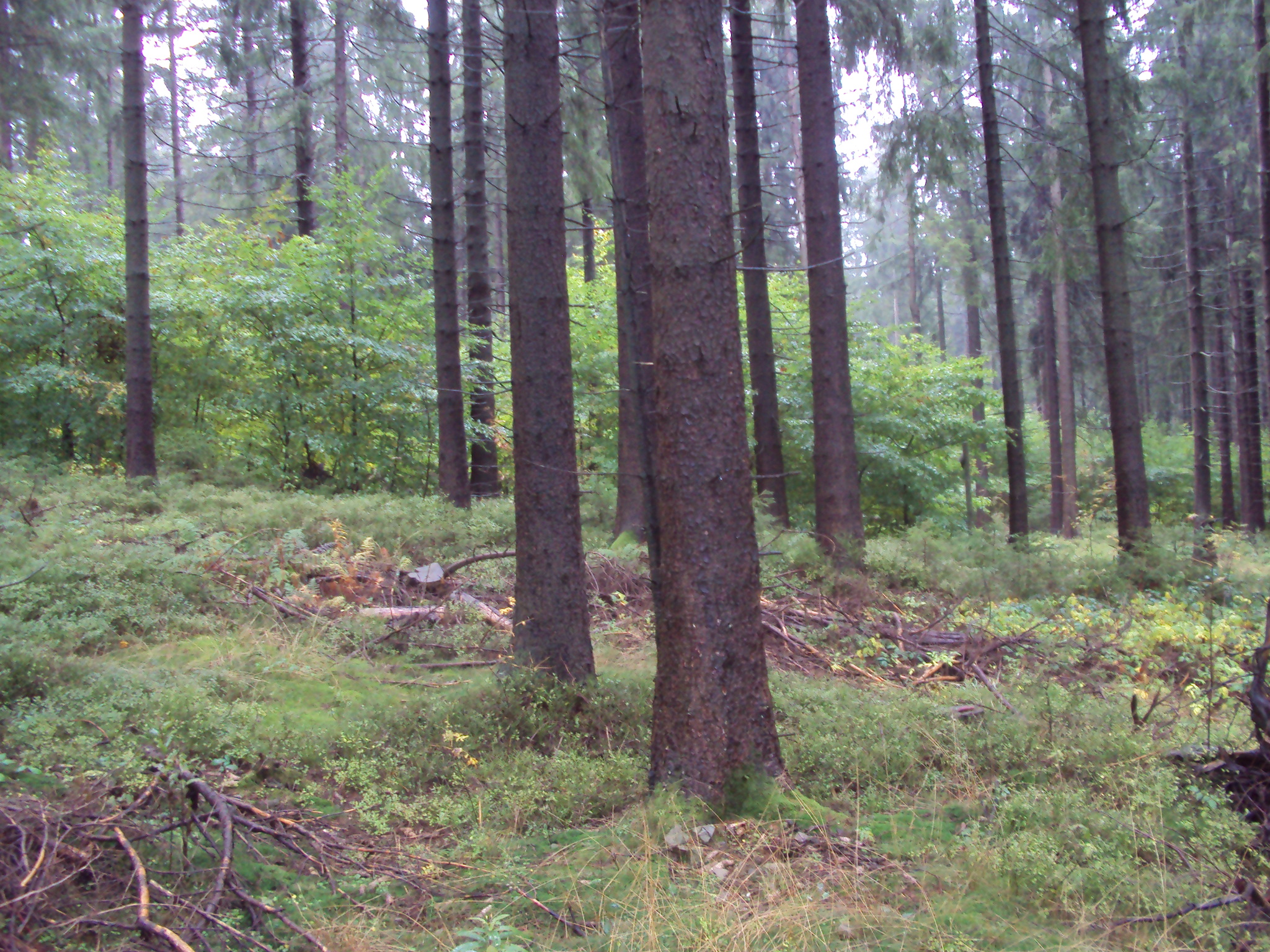
25-jähriger Buchenbestand unter dem Schirm eines 80-jährigen Fichtenbestandes, Westharz, 2020

LÖWE (= Langfristige Ökologische Waldentwicklung) ist ein Waldentwicklungsprogramm der niedersächsischen Landesforstverwaltung, welches Anfang der 1990er Jahre ausgearbeitet wurde und bis heute eine Leitlinie in den Niedersächsischen Landesforsten darstellt. Es entstand unter dem Eindruck des damals zu beobachtenden Waldsterbens mit Rückgriff auf neuere Erkenntnisse der Waldökologie und positive ökonomische und ökologische Erfahrungen zahlreicher privater, kommunaler und staatlicher Forstbetriebe, die schon seit mehreren Jahrzehnten nach den Grundsätzen der Arbeitsgemeinschaft Naturgemäße Waldwirtschaft (ANW) bewirtschaftet wurden.

## Hintergrund
Von Natur aus sind in den niedersächsischen Wäldern eher Laubbäume heimisch. Die sehr starke Nutzung der Wälder während der vergangenen Jahrhunderte bewirkte aber eine deutliche Verlagerung in Richtung Fichte und Kiefer. So ist im Harz bereits ab dem 17. Jahrhundert vorwiegend Fichte gepflanzt worden; die Lüneburger Heide wurde ab der 2. Hälfte des 19. Jahrhunderts mit der Kiefer wieder aufgeforstet. Eine Übernutzung der Wälder vor allem während des Zweiten Weltkrieges sowie die Kahlschläge seitens der britischen Besatzungsmacht zur Reparation zwangen die Förster zu einer sehr schnellen Aufforstung mittels Fichte. 
In Niedersachsen verursachten in den 1960er und 1970er Jahren wiederholt schwere Stürme und Waldbrände erhebliche Verluste im produzierenden Holzvorrat, Verfall der Holzpreise und hohe Kosten für Beseitigung der Schäden und die nachfolgende Wiederaufforstung. Bereits nach dem Orkan Quimburga reifte in den Landesforsten der Gedanke, dass der Wald mehr mit der Natur, und weniger gegen sie ausgerichtet sein muss und es kam in einem Waldprogramm von 1974 zu ersten Veränderungen. Der Eintrag besonders von Schwefeldioxid in die Waldböden (Saurer Regen) löste in den 1980er Jahren weitere besorgniserregende Verluste aus. In der Summe gaben diese Befunde Anlass zu verschärftem Nachdenken über den bisherigen „Schlagweisen Hochwald“ mit seinen überwiegend gleich alten Monokulturen besonders von Fichte und Kiefer. Neues Ziel sollte ein arten- und strukturreicher, ästhetischer und naturnaher Wirtschaftswald sein.

## Grundsätze
Maßgebend beteiligt bei der Entwicklung des LÖWE-Programms war der Forstwissenschaftler Hans-Jürgen Otto. Er konnte aber auch auf Erfahrungen seitens der Arbeitsgemeinschaft Naturgemäßer Waldwirtschaft zurückgreifen, die seit den 1950er Jahren auf zahlreichen Flächen den Mischwald ohne Kahlschlagnutzung (Dauerwald) anstrebte.
Der Bodenschutz soll vor allem durch standortgerechte Baumartenwahl verbessert werden. Durch die Entwicklung hin zum Mischwald entsteht eine Strukturvielfalt und Artenreichtum. Im kleineren, ökologisch zuträglichen Maße werden auch eingeführte Baumarten wie zum Beispiel die Douglasie gepflanzt. Wo bereits artenreiche und standortgemäße Bestände bestehen, soll möglichst Naturverjüngung zum Zuge kommen. Zu einem gesunden Waldgefüge mit hohem Artenreichtum gehört auch, dass der Bestand auch von unterschiedlich hohen Bäumen in möglichst allen Altersklassen bestockt wird. Dies wird auch dadurch unterstützt, in dem nun die Zielstärke Maßstab für die Holzernte ist. Das bedeutet, dass nur einzelne Bäume eines Bestandes entnommen werden und keine Kahlschläge mehr stattfinden. Seltene Habitatbäume werden erhalten und aus der wirtschaftlichen Nutzung herausgenommen. Wertvolle Bestände werden als Schutzgebiet ausgewiesen. Dabei sollen andere Nutzungen des Waldes, vor allem die Erholungsfunktion, möglichst nicht beeinträchtigt werden. Zum LÖWE-Programm gehört auch eine besondere Pflege der Waldränder als Übergangszone zwischen Wald und offener Landschaft. Der Einsatz von Pflanzenschutzmitteln wird auf ein Minimum beschränkt. Durch Niedrighalten des Wildbestandes werden Verbissschäden besonders an den selteneren Baumarten minimiert. In der Forsttechnik werden Verfahren bevorzugt, die die Böden schont und ökologisch verträglich sind.

## Umsetzung
In der Praxis wurde ein hoher Aufwand dahingehend eingesetzt, Laubbaumarten in die reinen Fichten- oder Kiefernbestände einzubringen. Dies erfolgte in der Regel unter Schirm, das heißt, die jungen Laubbäume wurden in bestehende Fichten- oder Kieferkulturen untergepflanzt. Die sehr langsame Entwicklung der jungen Pflanzen im Dauerschatten und in Konkurrenz mit den hohen Nadelbäumen hat bewirkt, dass sie in derartigen Beständen besser vor Mäusefraß geschützt waren und so überhaupt eine Chance hatten, sicher anzuwachsen. Heute, über 20 Jahre später gibt es zum Beispiel im Harz die Situation, dass die alten Fichten aufgrund von Borkenkäferbefall und extremer Trockenheit absterben, die jungen Buchen aber angewachsen sind und in den nächsten Jahren bei ausreichend Licht, Wasser und Nährstoffen die Flächen dominieren werden. 
Zwischen 1991 und 2014 stieg der Mischwaldanteil der Niedersächsischen Landesforsten von 45 % auf 67 %; langfristig sollen 90 % angestrebt werden. Über 150 Mio. Bäume, vorrangig Eiche und Buche wurden in dieser Zeit gepflanzt.
Mit dem LÖWE-Programm war die Niedersächsische Landesforstverwaltung bundesweiter Vorreiter im Hinblick auf den Umbau in einen naturnäheren Wirtschaftswald. Das Programm stellte einen Philosophiewechsel in den Wirtschaftswäldern dar und fand mehrfach Nachahmer.